# Kozliv, Moghilău
Kozliv (în ucraineană Козлів) este localitatea de reședință a comunei Kozliv din raionul Moghilău, regiunea Vinnița, Ucraina.

## Demografie
Componența lingvistică a localității Kozliv
     Ucraineană (98,1%)
     Rusă (1,61%)
     Alte limbi (0,29%)
Conform recensământului din 2001, majoritatea populației localității Kozliv era vorbitoare de ucraineană (98,1%), existând în minoritate și vorbitori de rusă (1,61%).